# Carmelo Bossi
Carmelo Bossi (ur. 15 października 1939 w Mediolanie, zm. 23 marca 2014 tamże) – włoski bokser, wicemistrz olimpijski z 1960, zawodowy mistrz świata kategorii lekkośredniej.
Jako amator wystąpił na mistrzostwach Europy w 1959 w Lucernie, gdzie zdobył srebrny medal w wadze półśredniej (do 67 kg), przegrywając w finale z Leszkiem Drogoszem.
Na igrzyskach olimpijskich w 1960 w Rzymie wystąpił w wadze lekkośredniej (do 71 kg) zamieniając się miejscami z Nino Benvenutim. Wywalczył srebrny medal, przegrywając w finale z Wilbertem McClure z USA.
Od 1961 walczył jako bokser zawodowy. W 1965 wywalczył tytuł mistrza Włoch wagi półśredniej, a 17 maja 1967 w Rzymie pokonał Jeana Josselina z Francji i został mistrzem Europy EBU tej kategorii. W tym samym roku dwukrotnie próbował uzyskać tytuł mistrza świata wagi półśredniej w wersji federacji bokserskiej Republiki Południowej Afryki, ale oba razy przegrał na punkty z Willie Ludickiem z RPA. 14 sierpnia 1968 w Lignano Sabbiadoro stracił pas mistrza Europy po przegranej przez nokaut z Edwinem „Fighting” Mackiem z Holandii. Po nieudanej próbie odzyskania tytułu w walce z Austriakiem Hansem Orsolicsem w 1970 przeniósł się do wagi lekkośredniej.
9 lipca 1970 w Monzy zdobył tytuł mistrza świata wagi lekkośredniej, wygrywając na punkty z obrońcą tytułu Amerykaninem Freddiem Little. Walcząc w obronie tytułu zremisował z Hiszpanem José Hernándezem, a 31 października 1971 w Tokio przegrał z Kōichi Wajimą z Japonii. Była to jego ostatnia walka bokserska.